# Герб Гранітного (Волноваський район)
Герб Грані́тного — символ села Гранітне Донецької області. Автор — Олег Ігорович Киричок.
Щит перетятий лазуровим і зеленим, на перетині вузький теракотовий пояс із грецьким орнаментом золотого кольору (меандром). На верхній частині зліва золота гора, що стоїть зі срібною рікою, що протікає під нею. У верхньому правому куті - цифри "1779". На нижній половині срібна вівця, що стоїть на чорних ногах.
Гранітне засноване грецькими переселенцями, нащадки яких і зараз становлять більшість серед жителів села, що показано в гербі меандром - національним грецьким орнаментом.
Цифри "1779" вказують рік заснування Гранітного.
У селі протікає ріка Кальміус - це показує силует ріки, що протікає під горою (зображено, що в цій місцевості Кальміус має скелясті береги).
Вівця - символ тваринництва, зелений колір нижньої частини герба - символ сільського господарства і рослинництва - відповідають основним видам діяльності жителів Гранітного.

## Альтернативний герб
На лазуровому щиті складено в косий хрест срібну кирку із золотим руків'ям та золоту ґирлиґу, супроводжувані зверху срібним ромбом та срібною головою барана знизу. В горішній частині щита золотий меандр.
Свою назву Гранітне отримало від гранітних кар'єрів поблизу. Тут видобувається граніт різних фракцій та видів. Є навіть цінний скульпторський матеріал - гранітні моноліти. Саме це склало основу переосмисленого герба села в авторстві Олега Киричка. Срібний ромб в горішній частині це геологічний символ граніту. Також до цього промислу відсилає срібна кирка.
Ґирлиґа. Свого часу це було одне з найбільших серед грецьких поселень чабанське господарство. Землі тут оброблялися погано через брак відповідних знарядь. Селяни збирали дуже низькі врожаї. Переважна кількість мешканців займалася молочним тваринництвом та вівчарством.
В нижній частині щита покладена срібна бараняча голова, що доповнює ґирлиґу та на противагу гранітному каменю.
Цей герб не є офіційним і був створений в рамках проєкту "Донеччина в гербах".